# Montreux Open
Il Montreux Open è un torneo professionistico di tennis giocato sulla terra rossa del Montreux Tennis Club di Montreux in Svizzera dal 2017.
Il torneo ha fatto parte dell'ITF Women's World Tennis Tour fino al 2023, dove era classificato di categoria $60,000, tranne l'edizione inaugurale che era di $25,000. Il torneo era inizialmente chiamato Montreux Ladies Open per le prime tre edizioni, mentre per le tre successive ha preso il nome di Elle Spirit Open.
Nel 2024, il torneo viene aumentato di categoria come WTA 125 e viene rinominato Montreux Nestlé Open.

## Albo d'oro

### Singolare
| Anno | Categoria                             | Campionessa                           | Finalista                             | Punteggio                             |
| ---- | ------------------------------------- | ------------------------------------- | ------------------------------------- | ------------------------------------- |
| 2017 | ITF $25,000                           | María Teresa Torró Flor               | Deborah Chiesa                        | 4-6, 6-1, 6-2                         |
| 2018 | ITF $60,000                           | Iga Świątek                           | Kimberley Zimmermann                  | 6-2, 6-2                              |
| 2019 | ITF $60,000                           | Olga Danilović                        | Julia Grabher                         | 6-2, 6-3                              |
| 2020 | Annullato per pandemia di Coronavirus | Annullato per pandemia di Coronavirus | Annullato per pandemia di Coronavirus | Annullato per pandemia di Coronavirus |
| 2021 | ITF $60,000                           | Beatriz Haddad Maia                   | Francesca Jones                       | 6-4, 6-3                              |
| 2022 | ITF $60,000                           | Tamara Korpatsch                      | Emma Navarro                          | 6-4, 6-1                              |
| 2023 | ITF $60,000                           | Anna Bondár                           | Anna Gabric                           | 6-4, 6-1                              |
| 2024 | WTA 125                               | Irina-Camelia Begu                    | Petra Marčinko                        | 1-6, 6-3, 6-0                         |

### Doppio femminile
| Anno | Categoria                             | Campionesse                           | Finaliste                             | Punteggio                             |
| ---- | ------------------------------------- | ------------------------------------- | ------------------------------------- | ------------------------------------- |
| 2017 | ITF $25,000                           | Xenia Knoll (1) Amra Sadiković        | Michaela Hončová Isabella Šinikova    | 6–2, 7–5                              |
| 2018 | ITF $60,000                           | Andreea Mitu Elena-Gabriela Ruse      | Laura Pigossi Maryna Zanevska         | 4–6, 6–3, [10–4]                      |
| 2019 | ITF $60,000                           | Xenia Knoll (2) Mandy Minella         | Ylena In-Albon Conny Perrin           | 6–3, 6–4                              |
| 2020 | Annullato per pandemia di Coronavirus | Annullato per pandemia di Coronavirus | Annullato per pandemia di Coronavirus | Annullato per pandemia di Coronavirus |
| 2021 | ITF $60,000                           | Estelle Cascino Camilla Rosatello     | Conny Perrin Eden Silva               | 7–6(4), 6–4                           |
| 2022 | ITF $60,000                           | Inès Ibbou Naïma Karamoko             | Jenny Dürst Weronika Falkowska        | 2–6, 6–3, [16–14]                     |
| 2023 | ITF $60,000                           | Amina Anšba Lexie Stevens             | Francisca Jorge Matilde Jorge         | 1–6, 7–5, [12–10]                     |
| 2024 | WTA 125                               | Quinn Gleason Ingrid Martins          | María Carlé Simona Waltert            | 6-3, 4-6, [10-7]                      |